# Walter Scherff
Walter Scherff (1er novembre 1898 – 24 mai 1945) est un officier allemand qui fut affecté par Adolf Hitler à l’OKW, en mai 1942, pour rédiger l’histoire de la Seconde Guerre mondiale. Il fut blessé lors de l’attentat du 20 juillet 1944.
Scherff prend part au conflit dans une unité de blindés ; il est promu Oberstleutnant en 1939, Oberst en septembre 1941, puis Generalmajor en septembre 1943.
Capturé par les Américains, il se suicide après la capitulation.